# Integer BASIC
L'Integer BASIC, scritto da Steve Wozniak, era un dialetto del BASIC progettato per i computer Apple I ed Apple II. Disponibile inizialmente su cassetta, fu poi incluso nella ROM della serie Apple II a partire dal 1977. Fu la prima versione del BASIC utilizzata da molti utenti di home computer. Nonostante fosse da molti indicato come "Integer" BASIC perché capace di operare solo con gli interi a 16 bit, Apple nella documentazione lo indicava come Apple BASIC.Il suo successore fu l'Applesoft BASIC, capace di lavorare anche con i numeri in virgola mobile.

## Relazioni con l'Applesoft BASIC
Il più grosso e più frequentemente nominato difetto dell'Integer BASIC, come si può evincere dal nome, era che le sue variabili erano tutte interi a 16 bit per cui era molto difficile scrivere un programma che potesse eseguire dei calcoli in virgola mobile o che potesse gestire numeri al di fuori dell'intervallo -32768/+32767. Era perciò difficile, ad esempio, scrivere programmi finanziari o scientifici.
Per ovviare a questa lacuna, Apple acquistò la licenza dell'interprete BASIC di Microsoft, più ricco di caratteristiche (ma anche più lento) dell'Integer BASIC. Dopo averlo adattato alle sue macchine ed averlo completato con alcune nuove funzionalità, lo distribuì con il nome di Applesoft BASIC tramite cassette, includendone la seconda versione (Applesoft II) direttamente nelle ROM dei computer della serie Apple II Plus, messi in vendita nel 1979. L'Integer BASIC fu relegato per retrocompatibilità con i programmi esistenti ad un semplice file sul disco del sistema operativo dell'Apple II Plus che gli utenti potevano caricare in RAM.